# ادی هال
ادی هال (انگلیسی: Eddie Hall؛ زادهٔ ۱۵ ژانویهٔ ۱۹۸۸) ورزشکار قدرتی حرفه‌ای اسبق اهل بریتانیا است. وی در رقابت‌های قوی‌ترین مردان جهان در سال ۲۰۱۷ رکود جهانی ددلیفت را با مهار وزنه ۵۰۰ کیلوگرمی از آن خود کرد.